# San Miguel Panán
San Miguel Panán är en kommunhuvudort i Guatemala.   Den ligger i kommunen Municipio de San Miguel Panán och departementet Departamento de Suchitepéquez, i den sydvästra delen av landet, 90 km väster om huvudstaden Guatemala City. San Miguel Panán ligger 372 meter över havet och antalet invånare är 2 024.
Terrängen runt San Miguel Panán är varierad. Runt San Miguel Panán är det ganska tätbefolkat, med 214 invånare per kvadratkilometer. Närmaste större samhälle är Mazatenango, 14,7 km väster om San Miguel Panán. I omgivningarna runt San Miguel Panán växer huvudsakligen savannskog.